# Unlur
Le Unlur est un jeu de société combinatoire abstrait pour deux joueurs. Il se joue sur un tablier en forme d'hexagone dont les cases sont hexagonales (On peut choisir plusieurs dimensions pour le plateau, en général 6 ou 8).

## Règles
Au début de la partie, aucun pion n'est sur le tablier. Le jeu se déroule en deux phases.
|                                            |                                            |
| Diagramme d'un tablier d'Unlur de taille 8 | Diagramme d'un tablier d'Unlur de taille 6 |

L'originalité d'Unlur réside dans le fait que blanc et noir ont des objectifs différents. Blanc doit relier (comme dans le jeu Hex par exemple) deux côtés opposés alors que noir doit rejoindre trois côtés non-adjacents (il doit faire un "Y"). L'objectif de noir étant plus difficile à atteindre, les deux joueurs sont Noir au départ (première phase de jeu) jusqu'à ce que l'un passe en décidant de conserver la couleur noire. Durant cette phase, les joueurs ne sont pas autorisés à jouer sur le bord.
Dans la deuxième phase de jeu, les joueurs posent un pion de leur couleur à tour de rôle. Il n'y a ni déplacement, ni capture. C'est ainsi toujours blanc qui commence cette phase de jeu.
Afin de n'avoir aucune partie nulle, un joueur perd s'il atteint l'objectif adverse sans atteindre dans le même coup son propre objectif. Cette dernière règle permet à Blanc de modifier sa stratégie de « je dois relier deux côtés opposés » en « j'essaye de forcer Noir à relier deux côtés opposés » mettant en évidence toute la subtilité du jeu.

## Histoire
Ce jeu a été inventé par Jorge Gómez Arrausi dans le cadre d'un concours de jeu « 2001 Annual Game Design Competition » ayant pour thème les jeux de force inégale (le « un » de Unlur provient de « unequal forces »).